# Vapa (Čačak)
Pour les articles homonymes, voir Vapa.
Vapa (en serbe cyrillique : Вапа) est un village de Serbie situé sur le territoire de la Ville de Čačak, district de Moravica. Au recensement de 2011, il comptait 696 habitants.

## Démographie
| 1948 | 1953 | 1961 | 1971 | 1981 | 1991 | 2002 | 2011 |
| ---- | ---- | ---- | ---- | ---- | ---- | ---- | ---- |
| 578  | 610  | 644  | 600  | 683  | 721  | 691  | 696  |

|  |